# Spiritualité autochtone au Canada

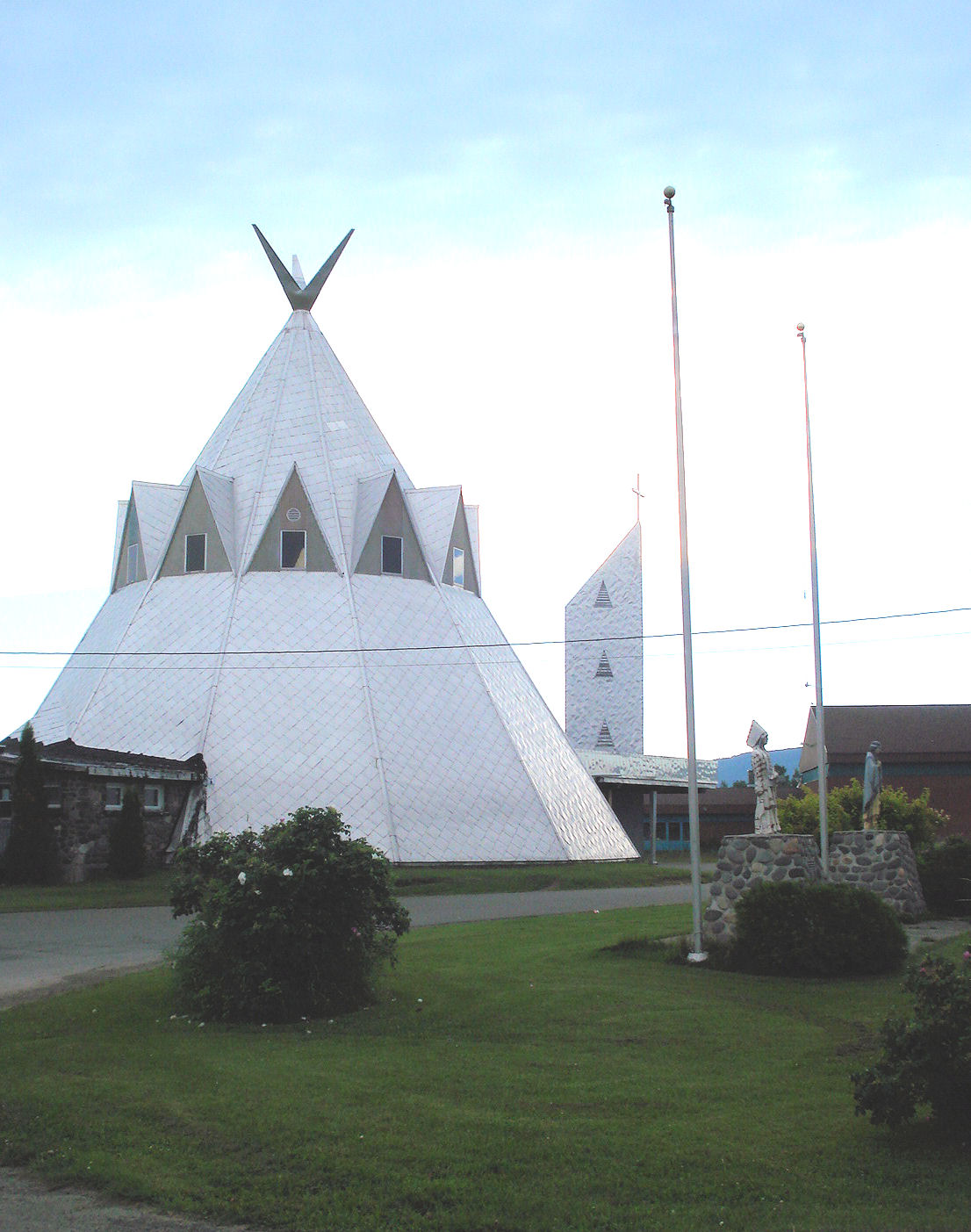
Église catholique romaine de Gesgapegiag, une réserve micmaque du Québec, en forme de tipi.

La spiritualité autochtone au Canada est la spiritualité originelle des peuples autochtones vivant dans le territoire qui est aujourd'hui le Canada, et telle qu'elle perdure encore dans certaines régions et chez certains peuples, en la distinguant de la spiritualité chrétienne qu'ils ont pour la plupart adopté après l'arrivée des Européens au XVIe siècle,,,,, : sur environ un million de personnes identifiées comme
Autochtones ou Inuits lors du recensement de 1991, près de 11 000 ont déclaré avoir conservé leurs croyances traditionnelles et intégrer certaines croyances et pratiques cultuelles à leur vie quotidienne. Les peuples autochtones du Canada incluent les Premières Nations (Amérindiens), les Inuits et les Métis. En effet, même si de nos jours, la majorité des Autochtones canadiens sont catholiques ou protestants, beaucoup ont conservé des pratiques et croyances religieuses traditionnelles en parallèle,, tels que les rituels de purification, par exemple. La question de l'intégration de la spiritualité autochtone dans les mesures gouvernementales a été l'occasion de débats et controverses,. À la fin du XXe siècle, du fait d'une certaine « standardisation des pratiques rituelles », l'expression « spiritualité autochtone » est venue remplacer celle de « spiritualité traditionnelle » qui était d'usage et controversée parmi les groupes concernés

## Croyances

### Croyances communes des Premières Nations
Parce que les conditions de vie étaient très différentes selon le milieu de vie des Premières Nations, la diversité des peuples s'exprime également dans le domaine des croyances. On distingue ainsi le plus souvent les cultures des Premières Nations en les regroupant en grands ensembles géographiques : Nord-Est, Nord-Ouest (région subarctique, Nord-Ouest), Grandes Plaines, Sud-Est, Sud-Ouest, forêts de l'Est.
On peut néanmoins dégager quelques points communs qu'on retrouve généralement dans les croyances de ces nombreux peuples :
- Un Dieu créateur et unique appelé « Le Grand Esprit ».
- Des dieux secondaires ou « Esprits Auxiliaires » (par exemple les esprits du vent, du feu, du tonnerre).
- Des dieux démoniaques ou créatures maléfiques tel le Wendigo.
- L'animisme impliquant des offrandes à la terre-mère.
- Le chamanisme impliquant une lecture des signes au moyen d'enthéogènes ou d'artifices.
- Le symbolisme : chaque animal et élément sacré doit être représenté sous forme de totem ou de signes (cercle, croix, triangle).

#### Sud-Est
Les mythes de cette région mettent en scène des divinités féminines, telles que la « Première Mère » ou « Femme du Ciel » créatrice Aataentsic (en), dans le mythe de la Grande Tortue,,, dont le corps a donné naissance au maïs et au tabac. Les deux grands héros de la culture divine sont Glouscap et Nanabozo. D'autres récits explorent les relations complexes entre les animaux et les êtres humains. Certains mythes étaient à l'origine récités en vers.

##### Croyances iroquoises
Dans la mythologie iroquoise (en), tout existe naturellement, de soi, les choses sont comme elles sont et pour le bien des hommes. C'est-à-dire que les Iroquois ne semblaient pas croire que l’espèce humaine, les animaux et les choses inanimées, aient été la création d'une divinité.
« Les Anciens Iroquois reconnaissaient dans le Soleil, source de chaleur, de lumière et de fécondité, le principe de vie des plantes, et le principe ordonnateur du Ciel et de tout ce qui arrive à la surface de la Terre. Ils appelaient le Soleil « Agriskwé » quand ils voulaient parler de leur dieu sans spécification d'acte ou de qualité particulière. Ce terme d’Agriskwé est le même que l’Aireskwi des Hurons, et correspond au Manitou (Grand Esprit) des Algonquins. »

##### Croyances lenapes
Dans la mythologie lenape (en), l'esprit créateur s'appelle Kishelamàkânk (ou Kishelemunkong), ce qui signifie « Celui qui crée avec ses pensées ». Selon les croyances lenapes, il dirige les Manetuwak, les esprits auxiliaires qui habitent et contrôlent les forces de la nature, les plantes et les animaux qu'il a créés.

##### Croyances anichinabés
Les Anichinabés partageaient des croyances communes (en) comme les Sept enseignements sacrés : amour, sagesse, vérité, respect, humilité, honnêteté et courage,.

### Croyances chez les Inuits
La cosmologie des Inuits du Canada se distingue par l'absence d'esprit créateur, contrairement à celle des autres autochtones et même des Inuits du Groenland (pour qui Anguta est une divinité créatrice suprême). Rachel Qitsualik-Tinsley (en), écrivain canadienne inuite, a écrit : « Le cosmos inuit n'est régi par personne. Il n'y a pas de figures maternelles et paternelles divines. Il n'y a pas de dieux du vent ni de créateurs solaires. Il n'y a pas de punitions éternelles dans l'au-delà, tout comme il n'y a pas de punitions pour les enfants ou les adultes ici et maintenant ».
Les récits inuits se réfèrent cependant à des dieux, des déesses, des démons et des esprits (associés aussi bien aux êtres vivants ou morts, humains ou animaux, forces de la nature ou objets), qui peuvent être moralement complexes (pas nécessairement purement bons ou purement mauvais) ou même amoraux. Ils attribuent aux divinités du Soleil (la déesse Malina) et de la Lune (le dieu Igaluk) un genre opposé à la plupart des autres croyances indigènes (dans lesquelles le Soleil est associé au genre masculin et la Lune au féminin), expliquant que si le cycle de la Lune la fait apparaître de différentes tailles dans le ciel, c'est parce qu'Igaluk pourchasse sa sœur Malina dans le ciel parce qu'elle s'y est enfui après qu'il l'ait violée.
Les croyances des Inuits du Canada incluent, comme les autres spiritualités autochtones, l'animisme et le chamanisme, dans lesquels les guérisseurs spirituels servent de médiateurs avec les esprits.
Les rituels de ces habitants de l'Arctique, dont le régime alimentaire traditionnel est à 95 % d'origine animale et dont la survie dépend donc de la chasse (en particulier des mammifères marins), sont d'ailleurs plus centrés sur leur relation avec les esprits des animaux (avec notamment de nombreux tabous liés à la chasse, comme l'interdiction de mettre en contact des produits animaux obtenus lors de la chasse d'été avec ceux de la chasse d'hiver) qu'avec les esprits de leurs ancêtres, dont le culte a une place moins importante que dans d'autres cultures autochtones.

## Rites

### Rites communs des Premières Nations

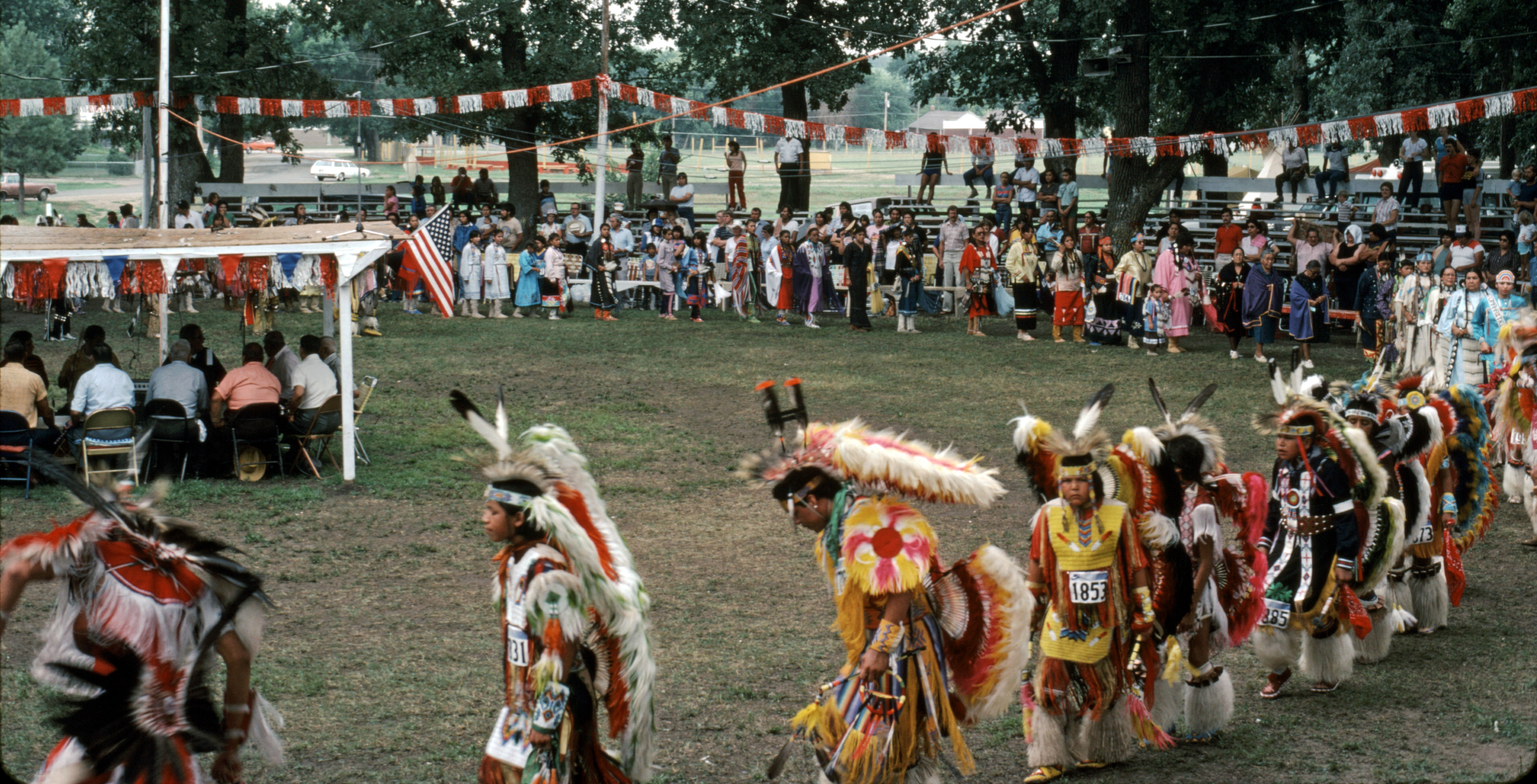
Un pow-wow.

Les Premières Nations partageaient également des rites communs :
- des rites de purification (en) avant les prières et les cérémonies : utilisation de huttes à sudation, de la fumigation rituelle, du calumet pour fumer du tabac et d'autres plantes ;
- des prières et transes en cercles,
- des pow-wow (des rassemblements avec des danses),
- la Danse des Esprits (Ghost Dance) : les participants répètent des couplets au son des tambours. Les incantations peuvent mener à la transe,
- la Danse du Soleil (Sun Dance) dans les Grandes Plaines pour vénérer le soleil, pendant la période du solstice d'été. Elle était accompagnée de mutilations corporelles volontaires destinées à montrer son courage et à entrer en transe.
- les roues de médecine
- le bâton de parole